# ویلفرد گنونتو
دِنیاند ویلفرد نیونتو (ایتالیایی: Degnand Wilfried Gnonto؛ زادهٔ ۵ نوامبر ۲۰۰۳) بازیکن فوتبال اهل ایتالیا است که برای باشگاه فوتبال لیدز یونایتد در پست مهاجم بازی می‌کند.

## تیم ملی
وی همچنین در تیم‌های ملی فوتبال زیر ۱۶ سال ایتالیا، زیر ۱۷ سال ایتالیا، زیر ۱۸ سال ایتالیا، و زیر ۱۹ سال ایتالیا بازی کرده‌است.